# Venevisión
Venevisión – wenezuelska stacja telewizyjna należąca do firmy Organización Cisneros.
Jej głównym konkurentem była spółka RCTV (zamknięta w 2007 roku). Firma została założona w 1961 roku przez Diego Cisnerosa.
Jest właścicielem jednej czwartej udziałów w innych hiszpańskojęzycznych firmach telewizyjnych, takich jak Univision.
Venevisión to jeden z największych producentów telenoweli na świecie (obok meksykańskiej Televisa i TV Azteca, amerykańskiej Telemundo, brazylijskiej TV Globo, kolumbijskiej Caracol i RCN, tajskiej Channel 3 oraz filipińskiej ABS-CBN i GMA).
Telewizja była przeciwnikiem rządów prezydenta Hugo Chaveza i dawała o tym znać w nadawanych programach.

## Programy

### Telenowele
- Barwy miłości (Hechizo de amor) (2000)
- Calypso (1999)
- Eva Luna (2010-2011)
- Maria Celeste (1994)
- Niebezpieczna (Peligrosa) (1994-1995)
- Rosangelica (1993)
- Za marny grosz (Aunque mal paguen) (2007)
- Zemsta (La revancha) (1989)

### Programy informacyjne
- El Informador (1973–1993, 2002–2006, 2009–obecnie)
- Portada's (2005-obecnie)

### Serial komediowy
- El Chavo del Ocho
- ¡Qué Locura! (2001-obecnie)